# Сеньково (Полыковичский сельсовет)
Сеньково (бел. Сенькава) — посёлок в составе Полыковичского сельсовета Могилёвского района Могилёвской области Республики Беларусь. Расположен в 3 километрах на восток от города Могилёва.

## История
Сеньково известно с XIX века. В 1854 году деревня со 142 жителями, собственность помещика. В 1897 году 21 двор и 115 жителей, в 1909 году 32 двора и 107 жителей. В 1930-х годах организован колхоз. Перед войной в 1940 году в деревне было 97 дворов и 488 жителей. Во время Великой Отечественной войны с июля 1941 года по 27 июня 1944 года была оккупирована немецкими войсками. В сентябре 1942 года немцами было сожжено 87 домов и убито 14 жителей. В 1990 году Сеньково состояло из 13 дворов и 31 жителя, относилось к колхозу «Коминтерн».